# Comandante Supremo de Artillería del 1.er Ejército de Paracaidistas
El Comandante Supremo de Artillería del 1º Ejército de Paracaidistas (Höherer Artilleriekommandeur der 1. Fallschirm-Armee), fue una unidad militar de la Luftwaffe durante la Segunda Guerra Mundial.

## Historia
Formada en enero de 1944 en la Administración Militar en Francia. Disuelta en 1945(?).

## Subordinado
| 1.er Ejército de Paracaidistas | Enero de 1944 — 1945(?) |